# Zao (gruppo musicale francese)
Gli Zao sono stati una progressive rock/zeuhl band francese, fondata da Yochk'o Seffer (sax, clarinetto) e François Cahen (pianoforte).
La formazione è stata attiva dal 1971 al 1994, realizzando 6 album in studio ed uno dal vivo. Entrambi i fondatori erano membri dei Magma.

## Formazione
- Yochk'o Seffer - sassofono, clarinetto
- François Cahen - pianoforte
- Jean-My Truong - batteria
- Joël Dugrenot - basso
- Mauricia Platon - voce

## Discografia
- 1973 - Z=7L
- 1975 - Osiris
- 1975 - Shekina
- 1976 - Kawana
- 1976 - Live!
- 1977 - Typhareth
- 1994 - Akhenaton